# TC Bredeney
Der Tennis Club Bredeney ist ein Essener Tennisverein mit einer langen Tradition im deutschen Tennissport. Beheimatet ist er im südlichen Stadtteil Bredeney. Die vereinseigene Anlage liegt an der Wolfsbachquelle. Dort tragen die Damenmannschaft in der Tennis-Bundesliga und die Herrenmannschaft in der Tennis-Bundesliga wie auch die weiteren Mannschaften des Vereins ihre Heimspiele aus.

## Vereinsgeschichte

### Aufbau der ersten drei Plätze
Die Wurzeln des TC Bredeney liegen in der Interessengemeinschaft einiger tennisbegeisterter Damen des Fernsprechamtes Essen, die im Frühjahr 1928 eine eigene Abteilung gründeten. Durch rasch anwachsende Mitgliederzahlen kam man mit dem einen Platz, den man an der Baldeney zur Verfügung hatte, recht schnell in Platznot. Deshalb entschied man sich zum Aufbau einer eigenen Anlage. Dazu diente ein Gelände an der Wolfsbachquelle, auf dem die ersten drei Plätze entstanden. Fast zeitgleich mit der Inbetriebnahme der Anlage wurde der Club am 28. März 1929 in das Vereinsregister der Stadt Essen aufgenommen.

### Erweiterung der Anlage und Kriegsfolgen
Bald waren weitere Plätze notwendig, ebenso ein Clubhaus. Fortan wurden Tennisplätze und Clubhaus ständig erweitert, bis die ganze Anlage 1943 bei einem Bombenangriff komplett zerstört wurde.

### Wiederaufbau nach Kriegsende
Nach dem Wiederaufbau konnte im August 1948 der Spielbetrieb wieder aufgenommen werden. Im Frühjahr 1949 waren die ehemals vorhandenen fünf Plätze bespielbar und auch das Clubhaus wieder errichtet. 1954 wurde die Tennisabteilung aus dem Postsportverein herausgelöst und erhielt den Namen TC Bredeney. Zwei Jahre später entstand das jetzige Clubhaus. Von dieser Zeit an wurde die Anlage – der steigenden Mitgliederzahl geschuldet – ständig erweitert.

### Mitgliederentwicklung
Beim 75. Jubiläum 2004 zählte man 612 Mitglieder. Mit der allgemeinen Rückentwicklung im Tennissport fiel die Mitgliederzahl bis 2013 auf etwas über 200. Mittlerweile ist die Anzahl der Mitglieder wieder auf rund 700 angestiegen.

## Sportliche Erfolge

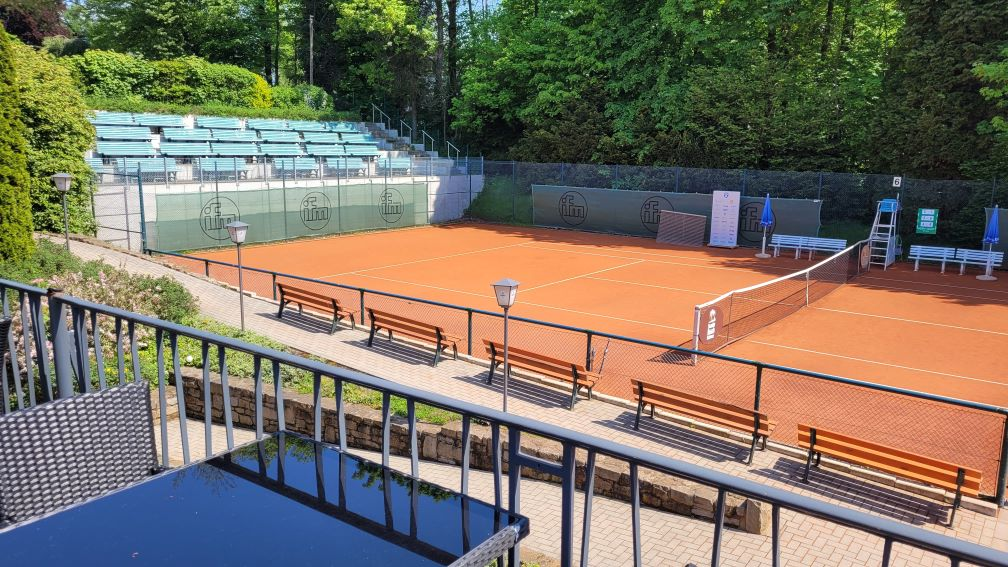
Center Court und Zuschauertribüne

Der TC Bredeney hat erstmals in der gleichen Saison (2023) den Meistertitel in der deutschen Bundesliga sowohl bei den Damen als auch bei den Herren geholt. Das hat es in der Geschichte der Tennis-Bundesliga noch nie zuvor gegeben.